# Karmen Čičić
Karmen Čičić, hrvatska košarkašica iz Osijeka. Igrala u hrvatskoj kadetskoj i juniorskoj reprezentaciji. Kao mlađa igračica ostvarivala je izvrsne partije postigavši mnogo koševa. Jednom je postigla više koševa nego cijeli protivnički sastav zajedno.
Košarku zaigrala za mjesnu Mursu. Kao vrlo mlada igračica bila je najbolja igračica svog kluba. S 19 godina potpisala je 7. lipnja 2013., nakon završetka srednje škole, a na poziv trenera Ivana Đukića, ugovor s pulskim Rockwoolom.Od 2013. do 2016. igrala je za prvoligaša Rockwool iz Pule. 2017. je zaigrala za njemački Regensburg Baskets. Studirala pri projektu Erasmus.
2016. nastupila za košarkašku ekipu Sveučilišta/FET-a. Na natjecanju EUROMILANO (Milano, 28. – 30. travnja 2016.) ekipa u sastavu Karmen Čičić, Nataša Mišić, Edina Redžepi, Ena Miličević, Monika Demirović, Angela Božac, Nataša Rokić i Maja Andraković osvojila je 4. mjesto. Na natjecanju HR UNISPORT  (Zagreb, 27. svibnja 2016.) gdje se igralo '3 na 3', osvojile su 3. mjesto, a nagrađenu ekipu činile su: Karmen Čičić, Lana Pačkovski, Maja Ramljak i Nataša Mišić.
2016. bila je eligibilna za draft za WNBA, ali nije izabrana.
Igrala za Hrvatsku na EP do 16 i do 18 2010. i 2012. godine.
Rujna 2017. prešla je u talijanski sastav La Free Basketball Scafati.